# Louis Depuch
Louis Depuch, né le 8 octobre 1774 à Caumont, aujourd'hui en Gironde, et mort en février 1803 à l'île de France, est un minéralogiste français qui participa à l'expédition vers les Terres australes que conduisit Nicolas Baudin au départ du Havre à compter du 19 octobre 1800.

## Biographie
Louis Depuch fait ses études à partir de la rentrée 1795 à l'École des Mines, ouverte l'année précédente à Paris. Il a notamment pour professeur de géologie Déodat de Dolomieu qui enseigne la géographie physique et les gisements des minéraux. Il sort diplômé de l'école en 1798. Il embarque à bord du Géographe, en tant que minéralogiste principal, en octobre 1800, avec le jeune Charles Bailly, comme adjoint.
Il doit utiliser une autre couche que celle qui lui était normalement dévolue du fait de la présence à bord d'un particulier appelé Petitain auquel le commandant Baudin accorde une chambre, parce qu'il le considère comme son secrétaire particulier.
Louis Depuch est le premier de l'équipe des savants à avoir l'honneur de poser le pied en Nouvelle-Hollande (Australie) en mai 1801. La baie où accoste le navire est nommée baie du Géographe et l'anse où les hommes mettent le pied, l'anse Depuch. Des roches ramassées alors sont qualifées de granite, puis de granite-gneiss. Quelque temps plus tard, en juin, Depuch visite l'île Bernier à l'entrée de la baie des Chiens-Marins, puis une île (appelée île Depuch) qu'il pense être à tort de formation volcanique.
Les deux navires de l'expédition, le Géographe et le Naturaliste se retrouvent ensuite pendant plusieurs mois à Timor, mais une épidémie de dysenterie fait des ravages et Depuch n'y est pas très actif à cause d'accès de fièvre. Plus tard l'expédition explore la Terre de Diémen (Tasmanie) et Depuch étudie avec soin les roches de l'île Maria. Ensuite une longue relâche a lieu à Port Jackson et les savants en profitent pour explorer et étudier les environs et les roches des montagnes Bleues autour de l'actuelle Sydney.  
Depuch est transféré le 3 novembre 1802 à Port Jackson à bord du Naturaliste qui prend le chemin du retour, tandis que le Géographe explore encore les côtes australiennes. Il meurt de dysenterie en février 1803 après avoir été débarqué malade le 3 février de cette année à l'île de France (aujourd'hui île Maurice), lors du voyage de retour du navire vers Le Havre. Il meurt chez un ami de sa famille et Péron déplore dans son livre écrit avec Louis de Freycinet, paru en 1816, que tous les manuscrits de Depuch aient été perdus à cette époque. D'autres papiers transmis à Paris semblent avoir été perdus également.
Leopold von Buch est le premier géologue à avoir étudié les échantillons des sept-cents roches, minéraux et fossiles que l'expédition rapporta en France.

## Postérité
Plusieurs toponymes choisis durant l'expédition Baudin honorent Louis Depuch. Il existe ainsi en Australie une île Depuch, une entrée Depuch, etc.